# Republica Lakota
Republica Lakota este o inițiativă a Delegației Libere Lakota, condusă de Russell Means (un important conducător al Mișcării Amerindiene din anii '60-'70), de creare a unui stat național și independent pentru populația Lakota, în centrul SUA, lansată pe 19 decembrie 2007 la Washington D.C..

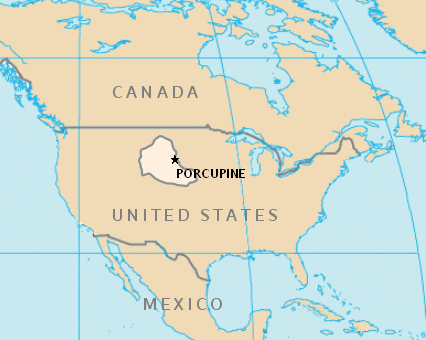
Graniţele posibile ale Republicii Lakota

Steagul Republicii Lakota

Conform Tratatului de la Fortul Laramie din 1851, între SUA și populația Lakota, granițele Republicii Lakota ar acoperi mai mult de 200.000 km2 din suprafața statelor americane Dakota de Nord, Dakota de Sud, Nebraska, Wyoming și Montana.

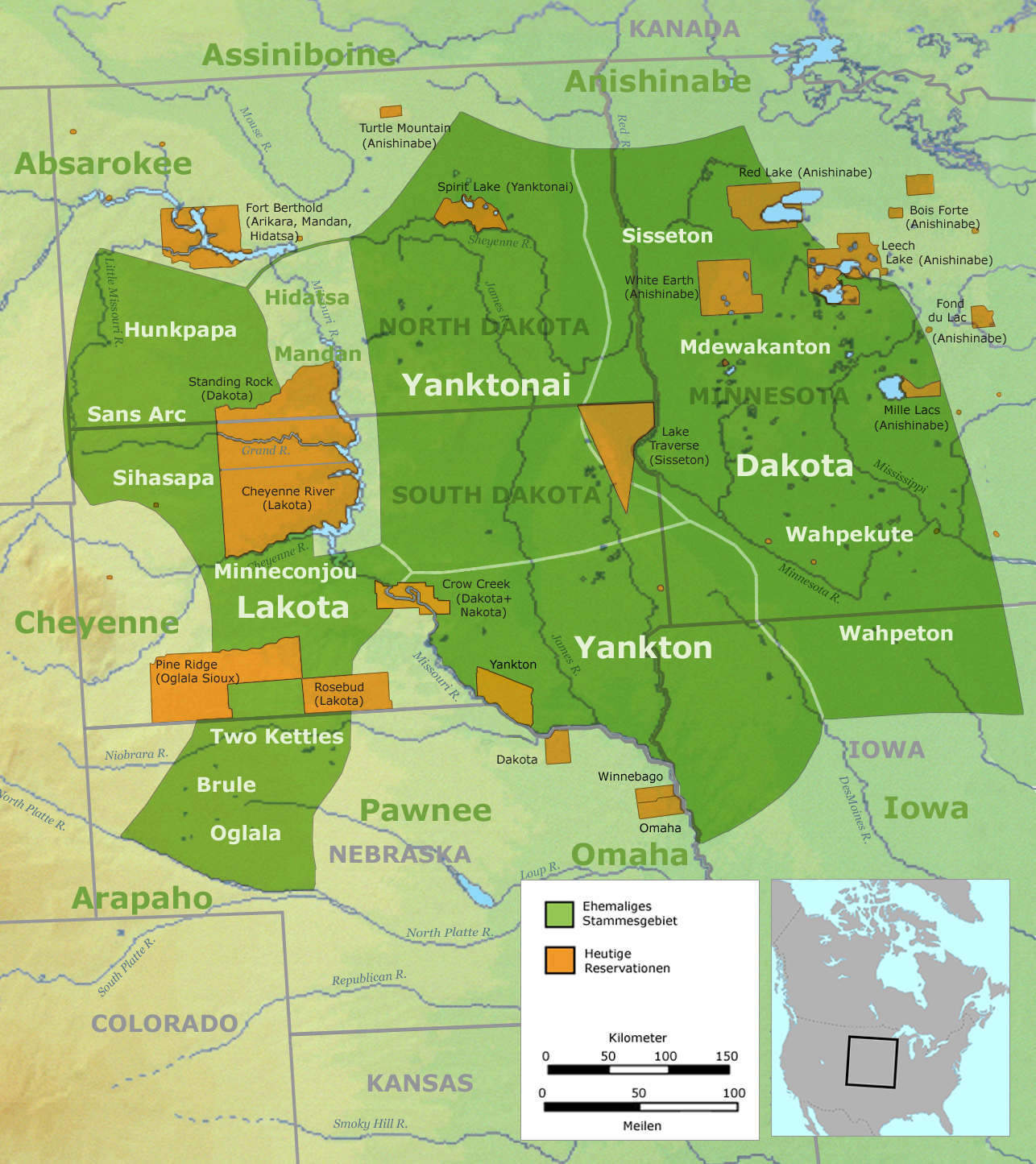
Teritoriul tradiţional al populaţiei Sioux

După unele date, populația Lakota ar fi de peste 100.000 de persoane, limba oficială ar fi Limba Lakota, iar capitala ar fi Porcupine.
Petiția este valabilă online.
Guvernul intenționează să utilizeze energia solară și eoliană pentru a produce electricitate, pentru că aceste metode nu fac rău mediului înconjurător.

## Reacții

### Reacții internaționale
În februarie 2008, Delegația Liberă Lakota a depus o petiție de recunoaștere a Republicii Lakota la ambasadele din Washington D.C. a următoarelor state: Serbia, Rusia, Bolivia, Peru, Venezuela, Republica Africa de Sud, Irlanda, Franța, Nicaragua, Timorul de Est, Chile, Turcia, India, Finlanda, Islanda, Uruguay etc. 

### Reacția guvernului SUA

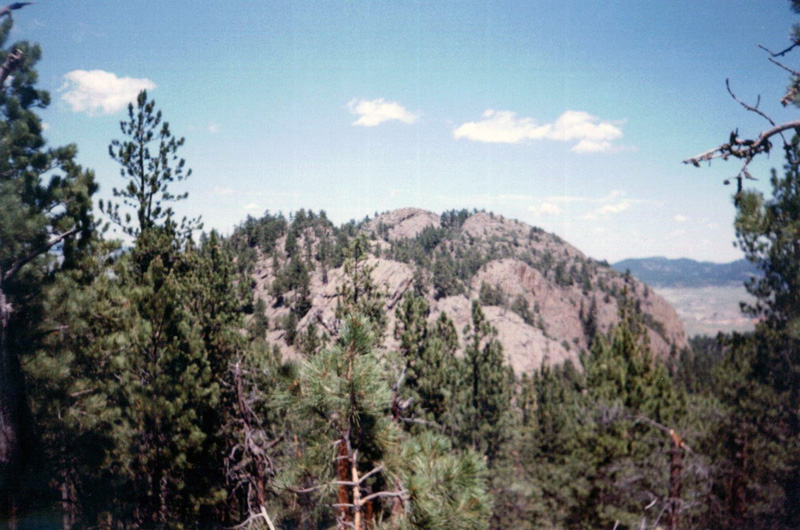
Inyan-Kara, muntele sacru al populației Lakota/Sioux

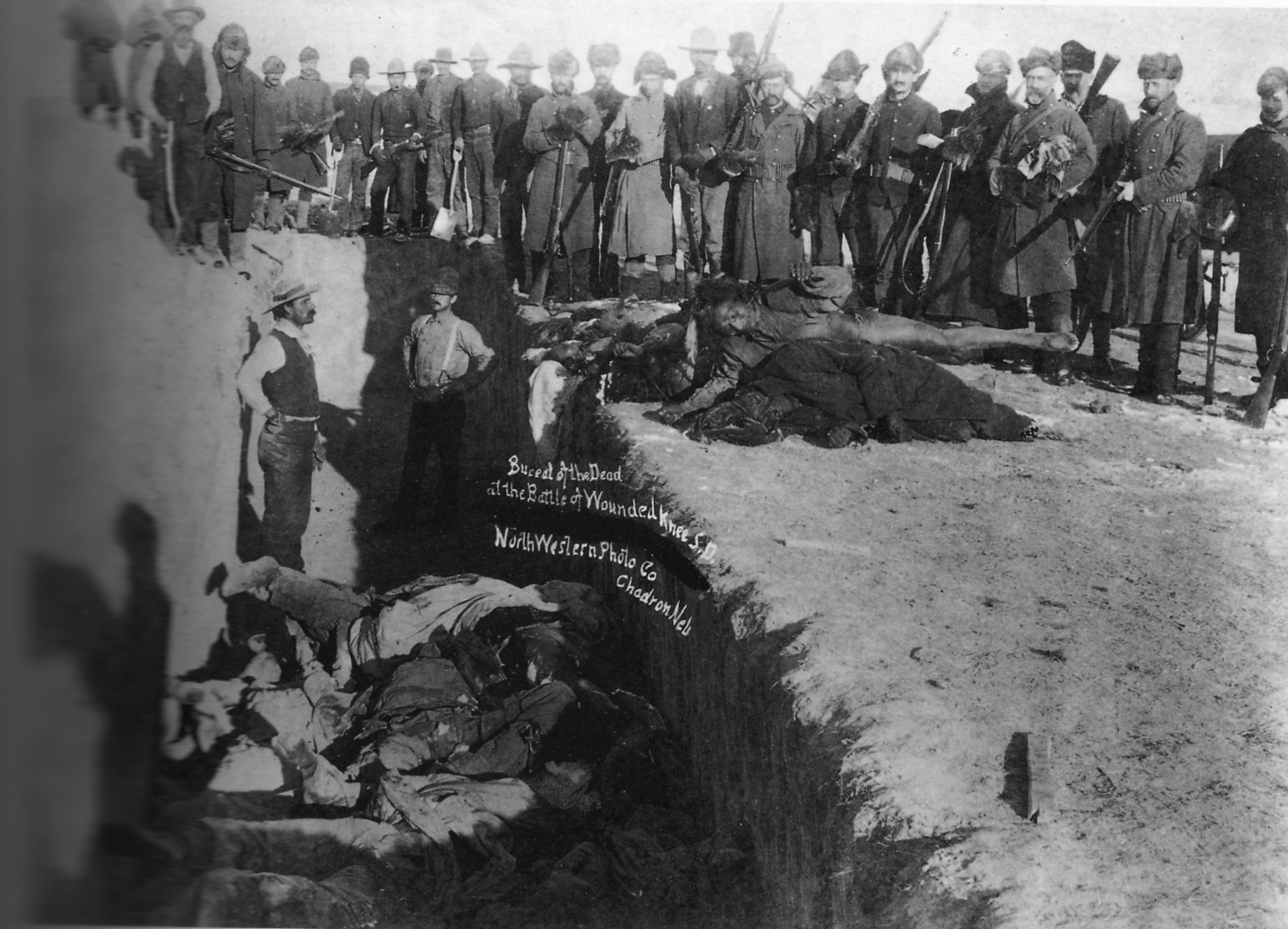
Masacrul băștinașilor Lakota/Sioux de la Wounded Knee

Președintele BAI(Biroul Afacerilor Indiene), Gary Garrison, a declarat că retragerea grupului „nu înseamnă nimic”. „Acestea nu sunt guverne tribale legitime alese de popor.....atunci când încep procesul de violare a drepturilor altor persoane, încălcând legea, ei vor să sfârșească la fel ca toate celalte grupuri care au declarat că sunt independente - de obicei sunt arestați și băgați la închisoare!”

## Altele
- Mișcarea Amerindiană

## Legaturi externe
- http://vox.publika.md/politica/tendinte-separatiste-in-sua-506481.html Arhivat în 20 martie 2015, la Wayback Machine.
- http://adevarul.ro/international/statele-unite/tendinte-separatiste-suau-1_53a2a6120d133766a8b649df/index.html
- http://adevarul.ro/international/in-lume/precedentul-lakota-kosovo-1_50abb7a87c42d5a6637f2ce3/index.html
- http://stirile.rol.ro/print/indienii-sioux-vor-un-stat-independent-in-sua-101979.html%5Bnefuncțională%5D
- http://ziarero.antena3.ro/articol.php?id=1200087724%5Bnefuncțională%5D
- http://www.republicoflakotah.com/